# Losing You (Solange Knowles)
Losing You è un singolo della cantautrice pop statunitense Solange Knowles. Pubblicato il 2 ottobre 2012 in download digitale su iTunes dalla Terrible Records, contenuto nel primo EP della cantante, True. Il singolo è stato prodotto da Kevin Barnes e Blood Orange e scritto da quest'ultimo insieme alla stessa cantante. Il brano è stato, inoltre, pubblicato in vinile il 6 ottobre dello stesso anno.

## Tracce
Download digitale
1. Losing You - 4:22
2. Sleep in the Park - 3:00
3. Sleep in the Park (Twin Shadow Remix) - 4:58

## Classifiche
| Classifica (2013) | Posizione raggiunta |
| ----------------- | ------------------- |
| Belgio (Fiandre)  | 95                  |
| Belgio (Vallonia) | 87                  |
| Danimarca         | 9                   |
| Francia           | 38                  |